# Lyonesse

Carte détaillée des Isles Anciennes

La Trilogie de Lyonesse est une suite de trois romans de fantasy écrits par Jack Vance, dont l'histoire se déroule en Europe au début du Moyen Âge, dans les mythiques Isles Anciennes situées en océan Atlantique à l'ouest de la France et au sud-ouest de la Bretagne, une ou deux générations avant la naissance du Roi Arthur.
Le thème de l'Atlantide et des cités englouties, telles Ys, Lyonnesse, hante l'histoire, ainsi que de nombreuses références à la mythologie Arthurienne, comme la cité d'Avallon, la généalogie d'Arthur, la Table ronde ou la quête du Graal. L'environnement magique et religieux fait référence à la mythologie celtique (druides, fées et shee).
Certains noms d'endroits et concepts, comme les références aux sandestins en tant que créatures magiques qui accomplissent le travail d'exécution des sorts lancés par les magiciens, sont communs entre Lyonesse et le cycle de La Terre mourante, suggérant que les deux mondes peuvent être liés.

## Livres
Par ordre chronologique:
- 1983 : Le Jardin de Suldrun [« Suldrun's Garden »] [détail des éditions]
- 1986 : La Perle verte [« The Green Pearl »] [détail des éditions]
- 1989 : Madouc [détail des éditions]

## Contexte

### Les Isles Anciennes
Les Isles Anciennes, situées au sud-ouest des Cornouailles et à l'ouest de la Bretagne, sont constituées d'une grande île nommée Hybras (la Hy-Brasil des anciennes légendes irlandaises), d'à-peu-près la taille de l'Irlande, entourée de plusieurs îles de tailles variées. Les Îles Anciennes étaient autrefois un seul royaume, divisé en dix Grand-Duchés. À la suite des intrigues politiques dont la sorcière Desmeï fut l'instigatrice, les Isles furent divisées, chaque Grand Duc s'autoproclamant roi de son propre domaine.
Le royaume de Lyonesse, gouverné par le Roi Casmir et la Reine Sollace, occupe la moitié sud de Hybras. Casmir revendique la royauté de l'entièreté des Îles Anciennes en tant que descendant direct du premier roi, Olam Magnus, et maintient actives douze armées afin d'appuyer sa revendication. Toutefois, il se trouve dans une impasse face à ses deux principaux rivaux, les royaumes de Dahaut et de Troicinet, en ce sens qu'il ne peut attaquer l'un sans s'exposer aux représailles de l'autre. Il tente alors d'introduire le désordre dans les autres royaumes et d'augmenter son propre pouvoir à force d'intrigues et de ruses.
Le Dahaut occupe la plus grande partie de la moitié nord-est de Hybras. Le Roi Audry revendique également le trône des Îles Anciennes par droit de descendance, et parce qu'il détient le trône Evandig et Cairbra an Meadhean, la table ronde des anciens rois ; mais il manque d'ambition et est plus intéressé par les jouissances de la cour que par la discipline militaire. Ses armées font grande impression lors des parades mais leurs capacités militaires sont douteuses.
Ulfland du Nord et Ulfland du Sud occupent les régions côtières à l'ouest de Hybras, séparés de Lyonesse et du Dahaut par une chaîne de montagnes, le Teach-tac-Teach qui parcourt toute l'île du nord au sud. L'Ulfland du Nord est gouverné par le vieux roi Gax depuis sa forteresse Xounges, mais la campagne est occupée par les Skas. Ces derniers, peu disposés à engager leurs forces afin de l'assiéger, permettent à Gax de rester derrière les murs de Xounges, où il n'a pas le pouvoir de les attaquer. L'Ulfland du Sud est symboliquement gouverné par le Roi Quilcy, mais ce dernier est faible d'esprit. En réalité, les barons d'Ulfland du Sud sont férocement indépendants et préfèrent se battre entre eux au nom d'anciennes querelles plutôt que de s'unir contre les Skas. Les principaux points forts de l'Ulfland du Sud sont la forteresse Kaul Bocach et le château Tintzin Fyral sur lequel règne le Duc Faude Carfilhiot, un tyran séduisant mais dépravé.
Le Troicinet et le Dascinet, ainsi que la petite île de Scola, sont des îles situées au large de la côte sud-est du Lyonesse. L'impulsif roi de Dascinet, ayant déclaré la guerre au Troicinet, fut battu à plate couture par les forces navales du Troicinet. Le Troicinet et Lyonesse maintiennent une trêve précaire, le Troicinet convenant de ne pas attaquer le Lyonesse par la mer tant que Casmir ne tentera pas d'acquérir une flotte navale capable de débarquer ses douze armées au Troicinet. Le Troicinet est gouverné par le Roi Granice qui n'a pas de fils ; ses neveux, les princes Trewan et Aillas, sont respectivement deuxième et quatrième en ligne pour le trône, chacun derrière son père respectif.
Les quatre plus petits royaumes de Pomperol, de Blaloc, de Caduz et de Godélie apportent un cadre coloré et quelques personnages mineurs, mais ne prennent pas part aux événements majeurs de l'intrigue.

### Magiciens et Fées
Si de nombreuses forces magiques mineures parsèment les Isles, deux s'impliquent plus largement dans la vie des hommes.
Les magiciens sont des personnages très puissants, tant par leur propre magie que par les pactes qu'ils passent avec les êtres des autres plans d'existence. Ils peuvent créer des simulacres, appelés rejetons, ou des êtres complètement artificiels. Tamurello dit à Casmir qu'il pourrait même changer les vagues en guerriers. Mais tous sont encadrés par l'Édit de Murgen, en fait une proclamation unilatérale de sa volonté de détruire quiconque userait d'une magie trop puissante contre les profanes. Bien sûr, chaque magicien tente de contourner cet interdit, de sorte que Murgen et Shimrod doivent constamment rester en éveil.
Les fées de Tantrevalles étaient déjà là depuis des milliers d'années lorsque les Hommes sont venus. Même si leur territoire ne couvre plus toutes les Isles, on s'aventure avec précaution dans leur forêt et autour de Mlia, l'île des sirènes. Fantasques, tenues par des serments antiques et des promesses volatiles, la seule certitude à leur égard est qu'il ne faut pas les déranger pour rien.

### Les Skas
Ce peuple sans âge dit venir de Scandinavie où il a massacré les Hommes de Néandertal avant d'être chassé par les Goths vers l'Irlande, où il a pris le nom de Némédiens, et enfin vers les Isles. Cette suite de défaites a rendu les Skas amers et xénophobes : convaincus d'être les seuls humains purs, ils ont fait le serment de réduire le monde en esclavage, en commençant par les Ulflands.

## Personnages
AillasJeune roi de Troicinet et d'autres principautés ; il est le protagoniste principal de la trilogie.
CasmirRoi de Lyonesse ; il est le premier antagoniste de la trilogie.
SollaceReine de Lyonesse, épouse de Casmir, elle se convertit au christianisme et cherche à acquérir le Graal.
SuldrunFille mélancolique et obstinée de Casmir et de Sollace.
DhrunFils d'Aillas et de Suldrun, élevé dans un fort de fées où il vécut l'équivalent de neuf années alors qu'à l'extérieur seulement une année s'était écoulée.
MadoucEnfant-fée, substituée à Dhrun par les fées et considérée comme la fille de Suldrun, et donc membre de la maisonnée de Casmir ; elle est le protagoniste principal du troisième livre.
GlynethJeune fille qui échappe à un ogre en compagnie de Dhrun et rejoint la maisonnée d'Aillas. Elle deviendra finalement la reine, épouse d'Aillas.
Yane et CargusPrisonniers des Skas qui s'évadèrent en compagnie d'Aillas ; plus tard, ils devinrent membres du réseau d'espionnage d'Aillas.

### Magiciens
MurgenLe plus puissant des magiciens. Pour éviter les catastrophes sur les Isles Anciennes, il est l'auteur d'un décret interdisant aux magiciens de participer aux intrigues politiques.
DesmeïPuissante sorcière s'opposant à Murgen. Après s'être alliée à Tamurello, elle préfère se dissoudre et se « refondre » en Melancthe et Faude Carfilhiot.
ShimrodRejeton de Murgen, lui permettant de surveiller et contrer les autres magiciens pendant qu'il se concentre sur ses études. Protecteur de Dhrun et Glyneth, il devient l'ami d'Aillas.
TamurelloMagicien cherchant à contrer Murgen pour accroître sa puissance.
Faude CarfilhiotUne création de Desmei. Une forme d'idéal masculin, mais dénaturée par la fumée verte.
MelanctheUne création de Desmei. Une forme d'idéal féminin, mais dotée d'une personnalité vide. Créée par Desmei par vengeance contre les hommes (en la personne de son ancien amant Tamurello). Elle a un but secret qui ne sera pas dévoilé avant le dernier livre.
VisbhumeUn vaurien ambitieux et amoral, doté d'une connaissance limitée de la magie.

### Autres personnages clés
TatzelJeune femme Ska, fille d'un duc, dont Aillas apprécie les attraits.
TorqualBandit Ska notoire que Casmir tente d'utiliser à son avantage pour semer la révolte en Ulfland.
Père UmphredPrêtre ambitieux cherchant à introduire le christianisme au royaume de Lyonesse, et à devenir évêque en y faisant bâtir une cathédrale.
TwiskFée, mère de Madouc.

## Résumés

### Le Jardin de Suldrun
La princesse Suldrun, mélancolique et romantique, refuse le mariage que prévoit Casmir. Ce dernier l'exile dans un jardin du palais, en bord de mer. Un jour, elle sauve Aillas que son cousin a traîtreusement jeté à la mer ; de leur union naît Dhrun. Mais leur fuite échoue ; Suldrun se suicide, Aillas passe un an dans une geôle, et Dhrun échoue dans un fort de fées où il vieillit de huit années en une seule. Pour se retrouver, tous deux doivent affronter les périls d'Hybras : les Skas, les fées, les ogres, les sorcières, Tamurello et Faude Carfilhiot, qui ont également volé Shimrod pour accroître leurs ressources magiques.

### La Perle verte
Aillas, devenu roi de l'Ulfland du Sud, se met en devoir de reconquérir sur les Skas son royaume et celui du Nord. Parti à la poursuite de Tatzel sur un coup de tête, il traverse avec elle les étranges montagnes d'Ulfland jusqu'à Xounges, la capitale assiégée.
Dans le même temps, Casmir et Tamurello s'inquiètent de l'âge apparent de l'héritier d'Aillas : d'où sort ce garçon si mûr déjà, et va-t-il accomplir la prophétie de Cairbra an Meidhean ? Ils envoient le magicien Visbhume enlever la jeune Glyneth pour connaître ce secret crucial. Visbhume l'entraîne dans un monde éloigné, où Shimrod et Murgen envoient un être composite pour la secourir.

### Madouc
La jeune Madouc, princesse de Lyonesse, est un changelin qui s'ignore. Malheureuse à la cour, elle part en quête de son père chevalier à travers la forêt de Trantrevalles, sans se douter que Casmir et Aillas vont très bientôt se livrer la guerre dont dépendra le sort des Isles Anciennes.

## Jeu de rôle
Le jeu de rôle Lyonesse, Aventures dans les Isles Anciennes est basé sur l'univers décrit dans les romans.